# Sechs-Nationen-Turnier U19
Das Sechs-Nationen-Turnier U19 (englisch U19 Six Nations) ist ein Badmintonwettbewerb für Juniorennationalmannschaften. Es wird in den Jahren zwischen den Junioreneuropameisterschaften ausgetragen. Es nehmen die führenden europäischen Verbände Dänemark, Deutschland, England, Frankreich (bis 1994 Schottland), Niederlande (bis 1984 Norwegen) und Schweden teil, die das Turnier auch im Wechsel ausrichten. Es findet jeweils ein Mannschaftsturnier und ein Einzelturnier statt. Erstmals wurde das Turnier 1975 als Fünf-Nationen-Turnier ausgetragen.

## Platzierungen im Mannschaftsturnier
| Jahr      | Ort               | 1.                | 2.                | 3.                | 4.                | 5.                | 6.                |
| --------- | ----------------- | ----------------- | ----------------- | ----------------- | ----------------- | ----------------- | ----------------- |
| 1975      | Redditch          | Dänemark          | England           | Deutschland       | Schweden          | Schottland        | -                 |
| 1976      | Karlskrona        | Dänemark          | England           | Schweden          | Schottland        | Norwegen          | Deutschland       |
| 1977      | Berlin            | England           | Schweden          | Dänemark          | Schottland        | Deutschland       | Norwegen          |
| 1978      | Gentofte          | Dänemark          | England           | Schweden          | Deutschland       | Schottland        | Norwegen          |
| 1980      | Grimstad          | England           | Dänemark          | Schweden          | Deutschland       | Schottland        | Norwegen          |
| 1982      | London            | England           | Schweden          | Dänemark          | Schottland        | Deutschland       | Norwegen          |
| 1984      | Largs             | England           | Dänemark          | Schweden          | Schottland        | Deutschland       | Norwegen          |
| 1986      | Kopenhagen        | Dänemark          | England           | Schweden          | Deutschland       | Schottland        | Niederlande       |
| 1988      | Berlin            | Dänemark          | England           | Schweden          | Niederlande       | Deutschland       | Schottland        |
| 1990      | Ringsted          | England           | Dänemark          | Niederlande       | Schweden          | Deutschland       | Schottland        |
| 1992      | Umeå              | Dänemark          | England           | Niederlande       | Schweden          | Deutschland       | -                 |
| 1994      | Manchester        | Dänemark          | Niederlande       | England           | Schweden          | Deutschland       | Schottland        |
| 1996      | Haarlem           | Dänemark          | England           | Niederlande       | Deutschland       | Schweden          | Frankreich        |
| 1998      | Randers           | Dänemark          | Deutschland       | England           | Niederlande       | Schweden          | Frankreich        |
| 2000      | Beuel             | Deutschland       | Dänemark          | England           | Schweden          | Niederlande       | Frankreich        |
| 2002      | Nantes            | England           | Dänemark          | Deutschland       | Niederlande       | Schweden          | Frankreich        |
| 2004      | Jönköping         | Dänemark          | England           | Schweden          | Deutschland       | Niederlande       | Frankreich        |
| 2006      | Milton Keynes     | Dänemark          | England           | Deutschland       | Schweden          | Niederlande       | Frankreich        |
| 2008      | Arnhem            | Niederlande       | Dänemark          | England           | Deutschland       | Frankreich        | Schweden          |
| 2010      | Ishøj             | Deutschland       | Dänemark          | England           | Schweden          | Niederlande       | Frankreich        |
| 2012      | Gera              | Dänemark          | Niederlande       | England           | Frankreich        | Deutschland       | Schweden          |
| 2014      | nicht ausgetragen | nicht ausgetragen | nicht ausgetragen | nicht ausgetragen | nicht ausgetragen | nicht ausgetragen | nicht ausgetragen |
| 2016      | Aire-sur-la-Lys   | Dänemark          | Frankreich        | England           | Schweden          | Niederlande       | Deutschland       |
| 2018 2024 | nicht ausgetragen | nicht ausgetragen | nicht ausgetragen | nicht ausgetragen | nicht ausgetragen | nicht ausgetragen | nicht ausgetragen |